# Glasgow Clan
Le Glasgow Clan, anciennement Braehead Clan, est un club de hockey sur glace situé à Renfrew  dans la banlieue ouest de Glasgow (Écosse) qui évolue en Elite Ice Hockey League, l'élite du hockey britannique. Fondé en 2010, il est actuellement l'un des trois clubs écossais jouant dans le championnat aux côtés des Dundee Stars et des Fife Flyers, formant la Conférence Gardiner.

## Historique

Logo du Braehead Clan (2010-2018)

Le 3 juillet 2018, le club annonce changer de nom pour Glasgow Clan.

## Bilan par saison
| Saison    | PJ | V  | D  | DP | BP  | BC  | Pts | Classement | Séries éliminatoires | Entraîneur                       | Capitaine           |
| --------- | -- | -- | -- | -- | --- | --- | --- | ---------- | -------------------- | -------------------------------- | ------------------- |
| 2010-2011 | 54 | 28 | 23 | 3  | 206 | 174 | 59  | 5e place   | Quarts de finale     | Bruce Richardson                 | Brendan Cook        |
| 2011-2012 | 54 | 31 | 19 | 4  | 204 | 179 | 66  | 6e place   | Quarts de finale     | Drew Bannister                   | Jordan Krestanovich |
| 2012-2013 | 52 | 20 | 26 | 6  | 163 | 200 | 46  | 8e place   | Quarts de finale     | Jordan Krestanovich Paul Gardner | Ashley Goldie       |
| 2013-2014 | 52 | 24 | 20 | 8  | 180 | 171 | 56  | 5e place   | Demi-finales         | Ryan Finnerty                    | Ashley Goldie       |
| 2014-2015 | 52 | 35 | 14 | 3  | 190 | 136 | 73  | 2e place   | Quarts de finale     | Ryan Finnerty                    | Matthew Keith       |
| 2015-2016 | 52 | 30 | 15 | 7  | 185 | 145 | 67  | 3e place   | Quarts de finale     | Ryan Finnerty                    | Matthew Keith       |
| 2016-2017 | 52 | 27 | 22 | 3  | 191 | 176 | 57  | 5e place   | Quarts de finale     | Ryan Finnerty                    | Matthew Keith       |
| 2017-2018 | 56 | 24 | 26 | 6  | 161 | 186 | 54  | 9e place   | Non qualifié         | John Tripp                       | Brendan Brooks      |
| 2018-2019 |    |    |    |    |     |     |     |            |                      | Peter Russell                    | Zack Fitzgerald     |